# Famille Caïs
 (juillet 2025).
Améliorez-le ou discutez des points à vérifier. 
 (juillet 2025).
La famille Caïs (Cais ou Chais ou Cays ou Ciais ou Chiais), dans les Alpes-Maritimes. Patronyme courant dans les Bouches-du-Rhône, le Vaucluse, la Drôme et plus généralement dans le Sud-Est est une famille de Nice et de la Provence.

## Histoire
Elle vient de La Roche (Valdeblore), le village où se trouve la vieille maison familiale des Chiaïs  (voir photo), et a été investie du fief de Pierlas et du titre comital en 1764.
Depuis la fin XVIIIe siècle, elle était propriétaire de l’un des plus beaux palais du Vieux-Nice qui porte toujours son nom. Au cours des siècles, elle a fourni de nombreuses autorités civiles et militaires à la ville elle-même ainsi qu’à l'armée du duc de Savoie, incluant, entre 1795 et 1800, le comte Joseph-Marie qui s'est distingué au cours de la guerre contre les Français. Son fils, Hippolyte (1787-1868), officier et premier consul de Nice en 1820, était un sculpteur et un peintre d'une valeur certaine. Il conçut, entre autres choses, la façade de l'église de Cimiez où le tombeau familial se situe. Son neveu Eugène Caïs de Pierlas, (1842-1900), initialement peintre lui-même et auquel a été consacré une rue de Nice, était un historien important du comté de Nice.
Le comte Hippolyte Caïs de Pierlas, amateur de plantes exotiques et le premier propagateur de palmiers à Nice, avait planté dans sa propriété du Ray, la villa Pierlas, dès 1837, des Chamaedorea elegans, C. sartorii, Phoenix sylvestris et Trachycarpus martianus. Il est à l'origine des activités d'acclimatation à Nice. Son domaine, racheté par la famille Chambrun, fut ensuite divisé et morcelé. L'actuel parc public Chambrun est une parcelle de l'ancienne propriété.
Au XXe siècle, la famille Caïs s’est déplacée au Piémont. Du mariage de Joseph Caïs de Pierlas et Laura Mocenigo (descendante de l'ancienne famille ducale vénitienne) sont nés trois enfants : Maritza, Anna Maria (qui a épousé Eugenio Casagrande di Villaviera et qui a eu une fille -Maria Gregoria- mariée Jagher) et Alberto (Parme 1891-Nice 1973), dernier descendant et pianiste-compositeur d'un certain succès.
Aujourd'hui, ses branches directes vivent entre Gênes et Venise.
Le nom de Caïs reste hautement symbolique dans le Comté Niçois car il représente la grande histoire avec toutes ses traditions et valeurs.

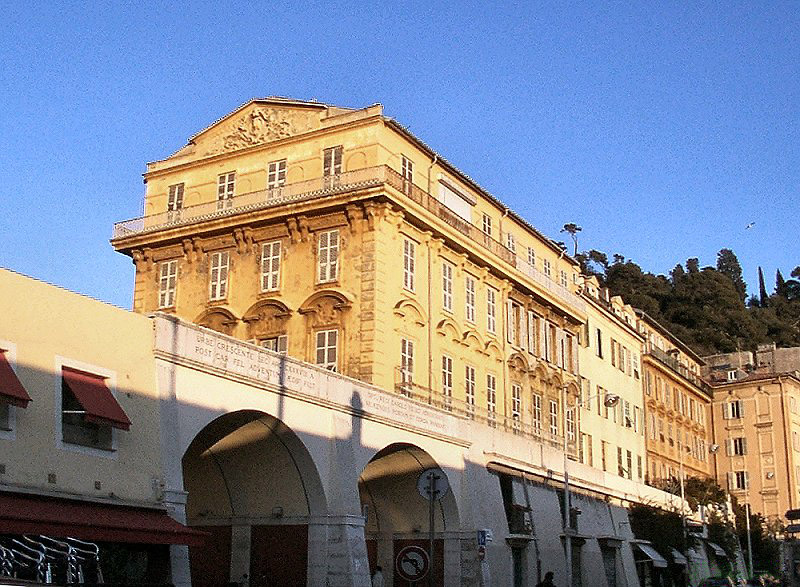
Le palais Ribotti-Caïs de Pierlas dans le Vieux-Nice.
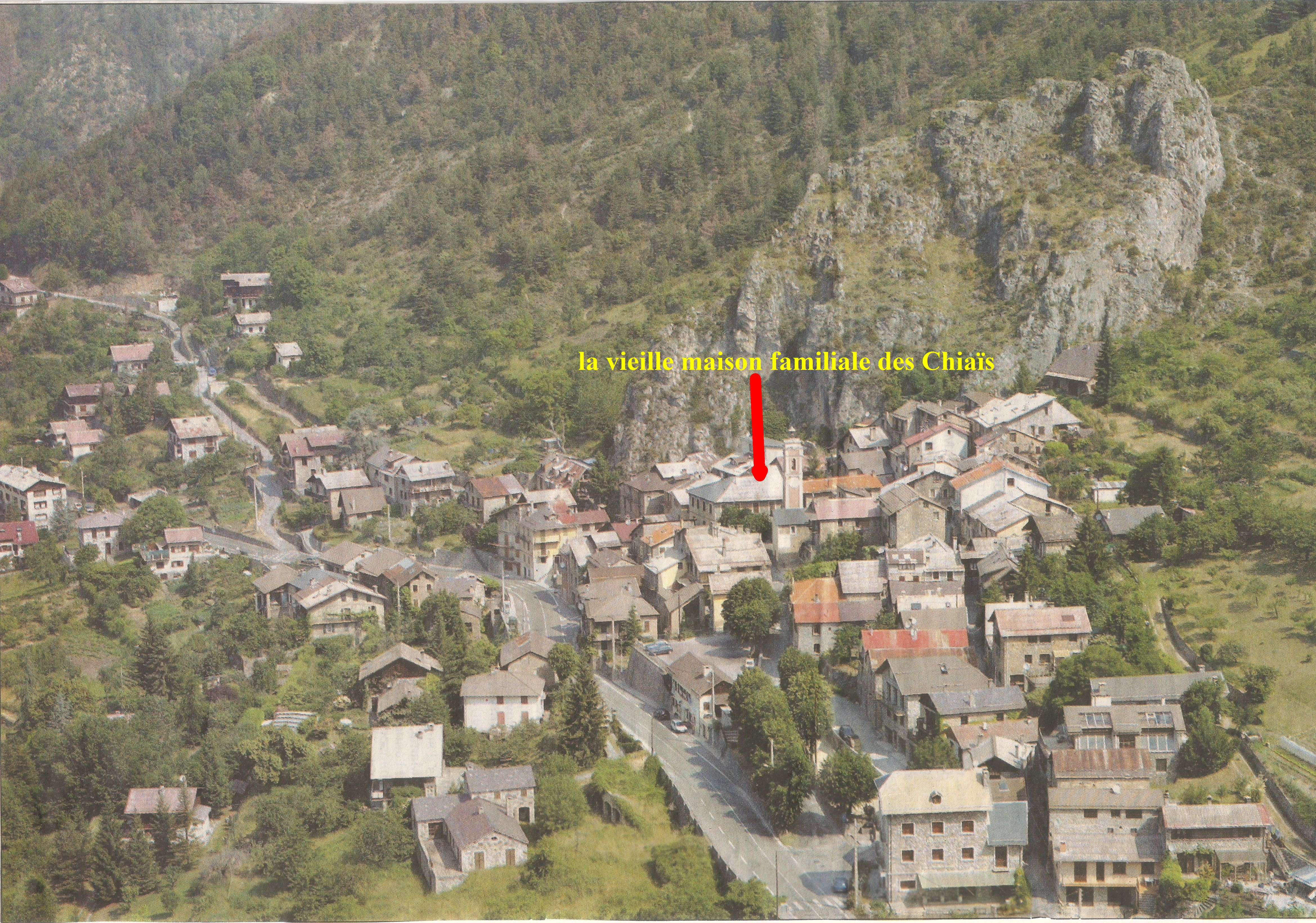
La Roche/La Ruòcha